# Генри, Майк (актёр озвучивания)
Майк Ге́нри (англ. Mike Henry; род. 7 ноября 1965, Ричмонд, Виргиния) — американский сценарист, продюсер, певец, актёр озвучивания. Наиболее известен по работе над созданием мультсериала «Гриффины», в котором он является сценаристом, продюсером и актёром озвучивания.

## Биография
Майк Генри родился в семье артистов. У него есть младший брат Патрик. Генри рос в Ричмонде, штат Виргиния. Его родители развелись, когда ему было 8 лет, поэтому главным образом его воспитывала его мать.
Майк снимался в короткометражках своего младшего брата, который в то время посещал Дизайнерскую школу Род-Айленда. Именно там Генри впервые познакомился с Сетом Макфарлейном.
В мультсериале «Гриффины» он озвучивал множество персонажей, включая Кливленда Брауна и Герберта. В 2009—2013 годах он озвучивал Кливленда Брауна в «Шоу Кливленда», спин-оффе мультсериала «Гриффины», первая серия мультсериала вышла 27 сентября 2009 года.

## Фильмография
| Год       |    | Русское название                            | Оригинальное название                   | Роль                              |
| --------- | -- | ------------------------------------------- | --------------------------------------- | --------------------------------- |
| 1999—2022 | мс | Гриффины                                    | Family Guy                              | Кливленд Браун / разные персонажи |
| 2003      | с  | —                                           | Kicked in the Nuts!                     | парень                            |
| 2003—2006 | с  | Девочки Гилмор                              | Gilmore Girls                           | Эд                                |
| 2005      | мс | Робоцып                                     | Robot Chicken                           | разные персонажи                  |
| 2005      | мф | Стьюи Гриффин: Нерассказанная история       | Stewie Griffin: The Untold Story        | Кливленд Браун / Герберт          |
| 2005—2013 | мс | Американский папаша!                        | American Dad!                           | Джексон / разные персонажи        |
| 2006      | ки | —                                           | Family Guy Video Game!                  | Кливленд Браун                    |
| 2007      | мф | Гриффины: Поздний вечер со Стьюи и Брайаном | Family Guy: Up Late with Stewie & Brian | Кливленд Браун                    |
| 2007      | с  | Клиника                                     | Scrubs                                  | доктор Генри                      |
| 2008—2009 | мс | Почти живое комедийное шоу Сета и Алекс     | Seth & Alex’s Almost Live Comedy Show   | Птичка / Барри Гибб               |
| 2009      | мф | Гриффины: Поздний вечер со Стьюи и Брайаном | Family Guy: Up Late with Stewie & Brian | Кливленд Браун                    |
| 2009—2013 | мс | Шоу Кливленда                               | The Cleveland Show                      | Кливленд Браун                    |
| 2010      | мф | Робоцып: Звёздные войны. Эпизод III         | Robot Chicken: Star Wars III            | Яддл                              |
| 2012      | ф  | Третий лишний                               | Ted                                     | ведущий новостей с юга            |
| 2012      | ки | —                                           | Family Guy: Back to the Multiverse      | Кливленд Браун                    |
| 2014      | с  | —                                           | Skateboard Cop                          | бутлегер                          |
| 2014      | ки | —                                           | Family Guy: The Quest for Stuff         | Кливленд Браун                    |
| 2017—2019 | с  | Орвилл                                      | The Orville                             | Данн                              |
| 2018      | тф | —                                           | Home on the Strange                     | Реджи                             |